# Drukarka termotransferowa
Drukarka termotransferowa – drukarka wykorzystująca do wydruku papier i taśmę barwiącą (tzw. kalkę). Pod wpływem ciepła specjalny pigment, który znajduje się na taśmie barwiącej, rozgrzewa się, a potem pod wpływem docisku głowicy zostaje przeniesiony (transferowany) na papier. W  wydruku termotransferowym wykorzystywane są dwie metody nanoszenia wydruku na powierzchnię: transfer wosku i dyfuzja barwnika.

## Wykorzystania
Drukarki termotransferowe mają szerokie zastosowanie w wielu gałęziach przemysłu i handlu. Ze względu na trwałość druku i możliwość nadruku na różnych powierzchniach stosowane są między innymi:
- do etykietowania towarów w supermarketach
- do znakowania odzieży
- do nadruku etykiet wysyłkowych
- do wydruku etykiety w branży elektronicznej IT
- do wydruku  oznaczeń w przemyśle chemicznym i  służbie zdrowia
- oznaczeń na produktach, które muszą być wyraźne i trwałe[2]